# 6K

Порівняння розширень для співвідношення сторін 16:9

6K — позначення роздільної здатності у цифровому кінематографі та комп'ютерній графіці, що приблизно відповідає 6000 пікселям по горизонталі.

## Опис
За інформаційною ємністю роздільна здатність 6K перевищує 4K на 125 % і у 9 разів більша за Full HD (1080p), тобто в неї «вміщується» 9 зображень із телевізора з роздільною здатністю 1920×1080 пікселів.
Відеоформат 6K Ultra HD (3240p — 5760×3240) є перехідним етапом між стандартами високої чіткості 4K і 8K. Він має більше шансів стати поширеним стандартом високої чіткості у фільмах, на телебаченні, у відеоіграх та віртуальній реальності після впровадження стандарту 4K Ultra HD (2160p — 3840×2160). Це зумовлено тим, що він менш ресурсомісткий і, відповідно, менш дорогий в обробці на комп'ютерній техніці, ніж максимальний стандарт високої чіткості 8K Ultra HD (4320p — 7680×4320).
Відео у стандарті 6K можна відтворювати на пристроях (телевізорах та моніторах), виготовлених не лише за стандартами 6K, але й на дешевшому обладнанні зі спрощеними стандартами роздільної здатності, наприклад 5K, як-от монітор Apple Studio Display 5K, або ж на дорожчій техніці, що відповідає стандарту високої чіткості 8K Ultra HD.
У 2014 році була знята перша кінострічка, повністю знята в роздільній здатності 6K, з використанням камери RED Dragon — фільм «Загублена».
Наступного року, у 2015 році, був знятий фільм «Бунтар Один. Зоряні Війни. Історія», що містить сцени у форматі 6K, зняті на камеру Arri Alexa 65.
Станом на 2022 рік, практично всі цифрові фільми, доступні для перегляду у форматі 4K Ultra HD на дисках Blu-ray Disc або в інтернеті на кіно-сервісах, зазвичай були зняті у форматі 6K або вкрай рідко — у форматі 8K (оскільки для обробки відео формату 8K потрібна найсучасніша та потужна, а відповідно — дорога комп'ютерна техніка, як-от робоча станція Apple Mac Studio у максимальній конфігурації). Потім ці фільми оброблялися у відеоредакторі та конвертувалися у більш доступний для перегляду формат 4K Ultra HD. Оскільки у масового споживача сьогодні телевізори і монітори в кращому випадку підтримують лише формат 4K Ultra HD. Також інтернет-з'єднання сьогодні обмежене пропускною здатністю, і щоб переглядати потокове відео формату 6K Ultra HD або тим більше 8K Ultra HD, швидкість з'єднання повинна бути вище 1 гігабіта. Тому в більшості випадків сьогодні неможливо переглядати на кіно-сервісах або відеохостингах фільми у форматі більшим за 4K Ultra HD.
Телевізори формату 6K Ultra HD або, тим більше, 8K Ultra HD сьогодні є на ринку, але вони є вкрай дорогими люксовими предметами розкоші, які цілковито недоступні масовому споживачу. Масовий споживач сьогодні може побачити фільм у форматі 6K Ultra HD або 8K Ultra HD лише в найсучасніших домашніх та комерційних цифрових кінотеатрах на екрані великого розміру.
Сучасні ігрові приставки, такі як Microsoft Xbox Series X/S і Sony PlayStation 5 2020 року випуску, технічно підтримують рендерінг комп'ютерних ігор у розширенні 6K, але, як правило, у споживача немає телевізора або монітора, який міг би відображати гру в такому високому розширенні. Плюс, поки що при розширенні 6K, апаратної потужності GPU не вистачає, і картинка у грі стає смиканою через низьку частоту кадрів — не вище 60 FPS, тому більшість видавців із індустрії комп'ютерних ігор поки не передбачають такої можливості у своїх іграх або, у кращому випадку, після генерації зображення в розширенні 6K використовують суперсемплінг для перетворення картинки в більш доступний формат 4K.
| Розширення пікселів | Співвідношення сторін | Всього пікселів |
| ------------------- | --------------------- | --------------- |
| 5760 × 3240         | 16:9                  | 18 662 400      |
| 6016 × 3200         | ≈17:9                 | 19 251 200      |
| 6016 × 3384         | 16:9                  | 20 358 144      |
| 6144 × 3240         | 256:135 (~1.896:1)    | 19 906 560      |
| 6144 × 3456         | 16:9                  | 21 233 664      |
| 6400 × 4096         | 25:16                 | 26 214 400      |

Розширення 6K перевершує інший стандарт — 4K — приблизно в півтори рази по кожній стороні кадру.
6K UHD можна уявити як 1080p формат, об'єднаний три рази по вертикалі і горизонталі. Приклад:
- ширина: 1920×3=5760
- висота: 1080×3=3240

| 6K UHD (5760×3240=18 662 400 пікселів) | 6K UHD (5760×3240=18 662 400 пікселів) | 6K UHD (5760×3240=18 662 400 пікселів) |
| -------------------------------------- | -------------------------------------- | -------------------------------------- |
| 1080p (1920×1080)                      | 1080p (1920×1080)                      | 1080p (1920×1080)                      |
| 1080p (1920×1080)                      | 1080p (1920×1080)                      | 1080p (1920×1080)                      |
| 1080p (1920×1080)                      | 1080p (1920×1080)                      | 1080p (1920×1080)                      |

## Пристрої

### Телевізори
- Samsung The Wall Luxury 219-дюймовий телевізор з розширенням 6K[12].

### Монітори

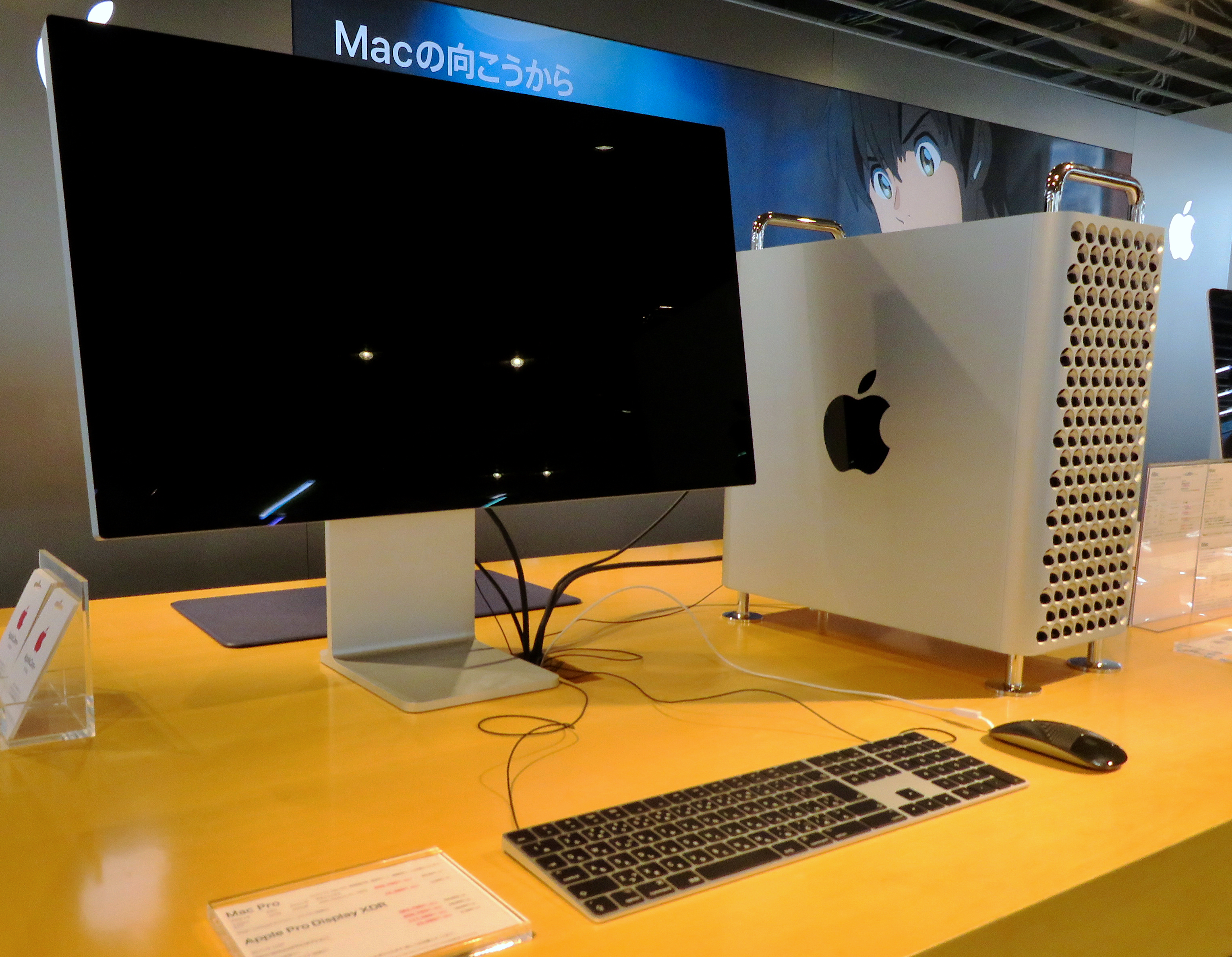
Монітор Apple Pro Display XDR підключений до комп'ютера Mac Pro через Thunderbolt 3 (USB-C).

- Apple Pro Display XDR (2019) — 32-дюймовий монітор з розширенням 6016 × 3384 пікселів (співвідношення сторін 16:9)[13][14].
- Dell UltraSharp 32 (2023) — 32-дюймовий монітор с розширенням 6144 × 3456 пікселів (співвідношення сторін 16:9)[15].

- Arri Alexa 65[en] — 6,5K камера з максимальним розширенням 6560x3102 пікселів[8].
- Blackmagic Pocket Cinema Camera 6K[en] — цифрова 6K-камера 2019 року з повнокадровим сенсором Super 35 HDR-відео[16].
- Blackmagic Pocket Cinema Camera 6K Pro[en] — покращена цифрова 6K-камера 2021 года з повнокадровим сенсором Super 35 HDR-відео[17].
- DJI Zenmuse X7 — компактна камера формату Super 35 для професіональної кінозйомки, знімає відео у розширенні 6K (CinemaDNG[en]) і в 5,2K (Apple ProRes)[18][19].
- Panasonic Lumix S1H  — повнокадрова 6K-відеокамера[20][21].
- RED Dragon 6K — 6K-камера для професіональної кінозйомки[22].